# Curwin Bosch
Curwin Dominique Bosch (Puerto Elizabeth, 25 de junio de 1997) es un jugador sudafricano de rugby que se desempeña como apertura.

## Carrera
Debutó en los Sharks con 18 años en 2016 y es considerado un ¨diamante en bruto¨ por la prensa, ya que se espera de él un futuro prometedor.

## Selección nacional
Fue convocado a los Springboks por primera vez en agosto de 2017 para enfrentar a los Pumas, ingresando en el minuto 78′ y por la primera fecha de The Rugby Championship 2017. En total lleva jugado un partido y no marcó puntos.